# El Águila (ort i Colombia, Valle del Cauca, lat 4,91, long -76,04)
El Águila är en ort i Colombia.   Den ligger i departementet Valle del Cauca, i den centrala delen av landet, 220 km väster om huvudstaden Bogotá. El Águila ligger 1 708 meter över havet och antalet invånare är 2 725.
Terrängen runt El Águila är kuperad åt sydost, men åt nordväst är den bergig. Runt El Águila är det tätbefolkat, med 530 invånare per kvadratkilometer. Närmaste större samhälle är Ansermanuevo, 13,8 km söder om El Águila. I omgivningarna runt El Águila växer i huvudsak städsegrön lövskog.